# Synbiotyk
Synbiotyk – połączenie probiotyku z prebiotykiem, które są podawane razem w związku z ich synergistycznym działaniem w celu przywrócenia prawidłowej flory jelitowej. Termin ten przede wszystkim dotyczy produktów, w których składnik prebiotyczny selektywnie promuje składnik probiotyczny, np. prebiotyk oligofruktoza stymuluje namnażanie się w przewodzie pokarmowym bakterii z rodzaju Bifidobacterium. Przeprowadzono badania, które sugerują pozytywny związek pomiędzy spożywaniem synbiotyku a poziomem insuliny u diabetyków.